# Морс (Луизијана)
Морс (енгл. Morse) град је у америчкој савезној држави Луизијана.

## Демографија
По попису из 2010. године број становника је 812, што је 53 (7,0%) становника више него 2000. године.
| Група             | 2000.       | 2010.       |
| Белци             | 745 (98,2%) | 805 (99,1%) |
| Афроамериканци    | 8 (1,1%)    | 4 (0,5%)    |
| Азијати           | 0 (0,0%)    | 0 (0,0%)    |
| Хиспаноамериканци | 3 (0,4%)    | 3 (0,4%)    |
| Укупно            | 759         | 812         |